# Sea Skua
Pour les articles homonymes, voir Skua.
Le Sea Skua est un missile antinavire britannique léger, conçu par la firme British Aircraft Corporation, aujourd'hui intégrée à MBDA, et destiné à être employé depuis les hélicoptères de la Royal Navy, en particulier les Lynx. Les koweïtiens l'emploient cependant également sur leur navire d'attaque rapide Umm Al Maradem (Combattante BR-42), dans une configuration mer-mer.
Le nom de « Skua » est la traduction anglaise de « Stercorariidae », une famille d'oiseaux marins.

## Historique
La British Aircraft Corporation (BAC) commença le développement de cette nouvelle arme en mai 1972. Le gouvernement britannique en autorisa la production en octobre 1975.
À ce moment-là, le missile n'était connu que sous la désignation CL 834. Les premiers essais de tir furent effectués en novembre 1979, au champ d'opérations d'Aberporth Range, dans la baie de Cardigan. Trois missiles furent lancés depuis le sol et trois autres depuis des hélicoptères. D'autres tests furent effectués et, en juillet 1981, le missile, alors nouvellement désigné Sea Skua, commença à être produit en grande série.

## Caractéristiques
Avec une masse de seulement 150 kg, ce missile est plutôt léger, ce qui permet à un hélicoptère Lynx d'en emporter jusqu'à quatre sous ses pylônes (deux de chaque côté). L'accélérateur de départ est un corps cylindrique en acier Redstart, produit par Royal Ordnance (actuellement Roxel UK), tandis que le propulseur de croisière est un corps en alliage léger Matapan, également produit par Royal Ordnance. Le missile vole à une vitesse dans le haut-subsonique, sur une distance de 25 km. Cette portée excède largement la valeur officielle, annoncée à seulement 15 km. Le missile est doté de deux principaux capteurs, le premier étant un système de guidage par radar semi-actif, développé par la société Marconi Defence Systems, accompagné d'un radar altimétrique Thomson-TRT AHV-7, fabriqué sous licence, et qui est également celui utilisé sur le missile français Exocet.
Le missile peut être programmé pour voler à l'une des quatre altitudes prédéfinies à sa conception, en fonction de l'état de la mer, la plus faible étant bien évidemment la plus adaptée pour ne pas être détecté par les défenses adverses et leurs radars. À l'approche de sa cible, le missile remonte à une altitude à partir de laquelle il peut accrocher sa cible. L'hélicoptère tireur « éclaire » cette dernière à l'aide de son radar de bord, un Ferranti Seaspray dans le cas du Lynx, et l'autodirecteur du missile se guide sur les échos réfléchis par la cible. Lors de l'impact, le missile pénètre d'abord à l'intérieur de la coque du navire avant d'exploser, garantissant un effet destructeur maximal. La charge militaire utilisée à ces fins est de deux types : une charge à souffle et fragmentation de 30 kg, ou une charge semi-perforante contenant 9 kg d'un explosif très puissant, le RDX, associé à de l'aluminium et de la cire. La fusée déclenchant la détonation est de type « impact retardé ».
Le radar du Lynx est le Seaspray, d'une masse de 64 kg. Travaillant en bande L et d'une puissance de 90 kW, il dispose de deux modes de fonctionnement (trois dans sa version améliorée) et d'un champ d'observation de 90°. Le Seaspray Mk.3 est, lui, doté d'une antenne rotative, avec un champ de vision à 360°, et peut opérer en mode track while scan. Le vol du missile se termine en 75 à 125 s, intervalle de temps pendant lequel l'hélicoptère peut manœuvrer jusqu'à 80° de la route suivie par le missile.

## Carrière opérationnelle
En plus d'avoir servi au Royaume-Uni, le Sea Skua a été exporté en Allemagne (où il est en cours de remplacement), l'Inde, le Koweït et la Turquie. Il a généralement été préféré à son rival proche, le missile français AS 15 TT, même si les deux missiles possédaient des performances assez proches. Le problème du missile français venait de son mode de radio-guidage particulier, qui ne pouvait fonctionner qu'avec le radar Agrion, alors que le Sea Skua était beaucoup plus flexible. Ses succès au combat, ainsi que son emploi opérationnel au sein de la Royal Navy ont également beaucoup contribué à son succès à l'exportation. L'AS 15 TT, bien que français, n'avait jamais été admis au service actif dans son pays d'origine.

### Guerre des Malouines
Au cours de la guerre des Malouines, en 1982, les Sea Skuas furent tirés à huit reprises, parfois dans des conditions météo exécrables, mais avaient un taux de réussite très élevé.
Quatre de ces missiles furent tirés contre le remorqueur de patrouille et sauvetage Alférez Sobral, de 800 tonnes, par deux Lynx provenant des destroyers britanniques HMS Coventry (D118) et HMS Glasgow (D88). Deux touchèrent la passerelle et le troisième toucha la petite embarcation secondaire en fibre du navire. Le quatrième manqua le navire, en passant au-dessus. De gros dommages furent infligés au navire, et huit hommes d'équipage furent tués, incluant le capitaine, mais le navire ne fut pas coulé et parvint malgré tout à rejoindre le port de Puerto Deseado par ses moyens.
Quatre autres missiles furent utilisés pour détruire les carcasses du cargo Río Carcarañá et du patrouilleur Río Iguazú.

### Guerre du Golfe
Durant la guerre du Golfe, six hélicoptères Lynx furent déployés dans le Golfe Persique à partir de quatre frégates et destroyers de la Royal Navy.
Le 24 janvier 1991, un des Lynx engagea et coula deux chasseurs de mines irakiens, près de l'île de Qurah. Un troisième se saborda.
Un engagement plus important prit place le 29 janvier 1991. Une flotte de dix-sept bâtiments irakiens, constituée de navires d'attaque rapides, de navires de débarquement et de chasseurs de mines, fut détectée près de l'île de Failaka, faisant route vers le sud. Ces navires faisait partie de l'attaque irakienne qui mena à la bataille de Khafji. Deux unités furent coulées par les Sea Skuas provenant de quatre Lynx. Les autres furent détruites, endommagées ou dispersées par les avions embarqués américains et les hélicoptères Sae King britanniques.
Le jour suivant, un autre convoi irakien fut détecté dans la même zone. Il était constitué de trois navires de débarquement de chars de classe Polnochny, trois bâtiments d'attaque rapides TNC-45 (pris à la marine koweïtienne) et un chasseur de mines classe T-43. Les Sea Skuas, tirés par quatre Lynx, détruisirent les trois navires rapides et endommagèrent le chasseur de mines et un des navires de débarquement. Ce dernier fut détruit par les Jaguars de la Royal Air Force.
Au cours d'autres engagements, au mois de février, les Lynx ont coulé un patrouilleur de classe Zhuk, un navire de secours et un autre navire de débarquement. Ils ont également endommagé un Zhuk supplémentaire.

### Marine royale malaisienne
Le Sea Skua est entré en service dans la marine royale malaisienne, en étant relié à l'achat de six hélicoptères AgustaWestland Sea Lynx 300. Les missiles auraient coûté environ 104 millions de ringgits aux malaisiens (un peu plus de 25 millions d'euros).
Le 16 mars 2006, la marine du pays procéda à un essai de tir de missile, en suivant les recommandations du contrat passé avec le constructeur. Le missile fut lancé à 15 km de sa cible, une barge de 40 m de long, qu'il manqua. Il échoua également au niveau de sa charge militaire, qui n'explosa jamais. La cause fut supposée venir d'une connexion défaillante au niveau de la mise à feu du moteur-fusée du missile, car il tomba directement à l'eau et ne fut jamais retrouvé. La marine malaisienne demanda à la firme MBDA de reprendre tous les missiles restants et de leur faire subir une nouvelle série de vérifications.
Le 12 février 2008, un second essai de tir fut mené. Le missile, tiré en limite de portée, toucha sa cible.

## Avenir du missile
Le Sea Skua va être remplacé par le futur Future Anti-Surface Guided Weapon (heavy) (FASGW(H)), que la France possédera également, sous la désignation Anti-navire léger (ANL). Désigné Sea Venom par les britanniques, il sera doté d'un autodirecteur à imagerie infrarouge et d'une liaison de données bi-directionnelle. Il pèsera 110 kg, pour une charge militaire de 30 kg, et volera dans le domaine du haut-subsonique,.

## Pays utilisateurs

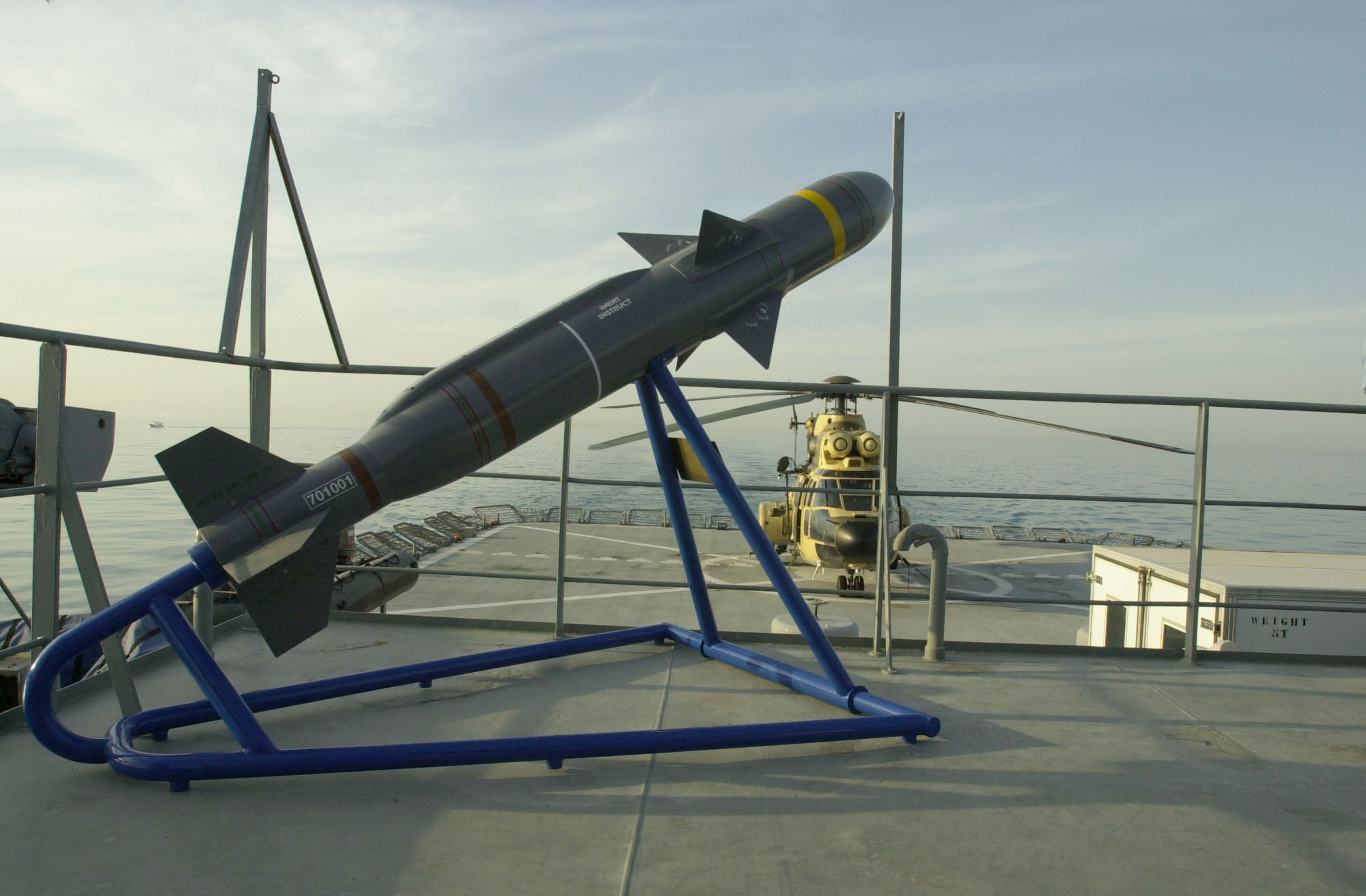
Un Sea Skua inerte sur le pont d'un navire koweïtien.

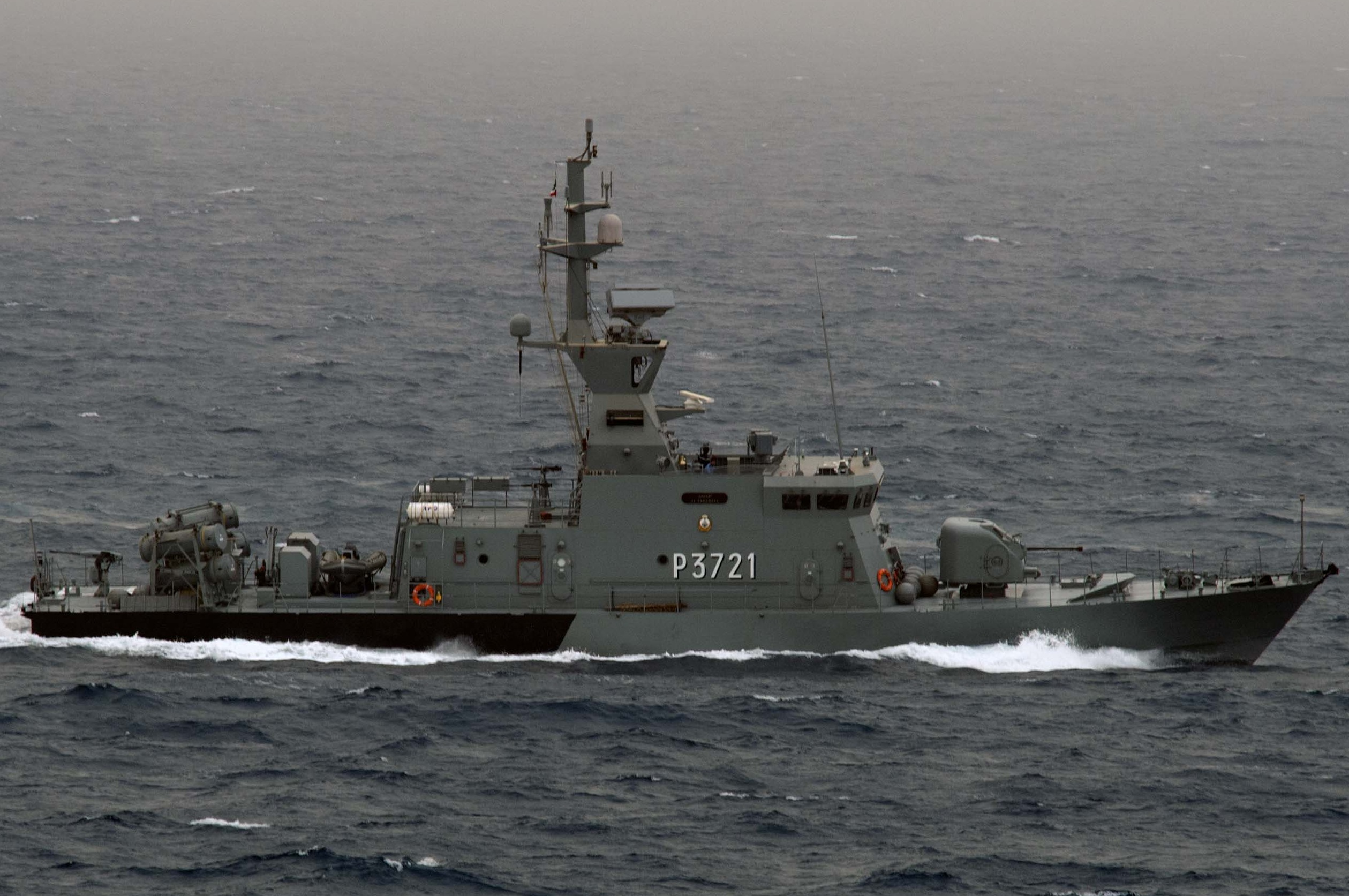
Quatre conteneurs de Sea Skuas sont visibles à la poupe du navire d'attaque rapide koweïtien Al Fahaheel (P3721). (mai 2013).

- Royaume-Uni
- Allemagne
- Brésil
- Corée du Sud
- Inde
- Koweït
- Malaisie
- Pakistan
- Turquie

### Vidéos
- (en) [vidéo] « Royal Malaysian Navy : Super Lynx & Sea Skua », sur YouTube
- (en) [vidéo] « Ship-launched Sea Skua missile - The power to protect », sur YouTube